# Bomba del Liceo
El episodio conocido popularmente como la Bomba del Liceo fue el primer atentado terrorista en el que el anarquista Santiago Salvador Franch lanzó dos artefactos explosivos sobre el patio de butacas del Gran Teatro del Liceo de Barcelona, el 7 de noviembre de 1893. Murieron veinte personas.

## Antecedentes
A finales del siglo XIX el Liceo se había convertido en el escaparate social de una burguesía que veía en el teatro un espacio refinado y prestigioso. Por otro lado, el anarquismo, que había hegemonizado los movimientos de revuelta social de la época, veía en el Liceo uno de los símbolos de la oligarquía dominante.
Santiago Salvador Franch había nacido en un pueblo turolense, pero llegó a Barcelona a los 16 años. Tras su boda con Antonia Colom se estableció como tabernero, pero el negocio fracasó. Posteriormente se ganó la vida vendiendo alcohol de contrabando. Desde principios de la década, Salvador frecuentaba círculos anarquistas, lo que acentuó su odio hacia la burguesía.
El 24 de septiembre de 1893 hubo un intento de asesinato del general Martínez Campos, capitán general de Cataluña, que no consiguió sus objetivos. El anarquista Paulino Pallás Latorre lanzó dos bombas contra el general, que solo sufrió heridas leves. En vez de huir, Pallás se dejó detener sin oponer resistencia gritando "Viva la Anarquía". Fue juzgado inmediatamente, condenado a muerte y ejecutado el 6 de octubre. Salvador conocía personalmente a Pallás, puesto que ambos habían coincidido en operaciones de contrabando de sal. Impresionado por el atentado protagonizado por Pallás y por las noticias de su juicio y ejecución, Salvador decidió emularle, para lo cual adquirió en medios anarquistas dos bombas Orsini, no sin cierta dificultad, puesto que los proveedores querían asegurarse que el comprador las adquiriera para su efectiva utilización y que no les delatase en caso de detención. Las bombas estaban formadas por dos hemisferios de hierro fundido, unidos mediante un eje en el que se atornillaban ambas piezas. Tenían un diámetro de nueve centímetros y medio. La cubierta metálica tenía un centímetro y medio de grosor. En su superficie había dieciocho resaltes llenos de fulminato de mercurio que servían para detonar la bomba, que explotaba al impacto de cualquiera de los resaltes. El peso total, con la carga explosiva, era de unos tres kilos.

## El atentado
La identificación entre la burguesía barcelonesa y el Liceo afectó trágicamente a la vida del teatro, puesto que Salvador se decidió por este como objetivo de un atentado indiscriminado en represalia por la ejecución de Pallás.
El 7 de noviembre de 1893 se inauguraba la temporada de ópera 1893-1894, con la representación de Guillermo Tell, de Rossini. Salvador no tenía dinero suficiente para pagar la entrada, así que fue su esposa quien le dio la peseta que costaba. La localidad se encontraba en la quinta planta del teatro, en el "paraíso", que estaba abarrotado. El anarquista se situó en el pasillo que conducía a las butacas. Dejó pasar el primer acto y, durante el segundo, a las once de la noche, se asomó a la barandilla y arrojó al patio de butacas, casi seguidas, las dos bombas. La primera cayó en la fila 13 explotando inmediatamente debido al impacto. La segunda cayó sobre la falda de una mujer, que había muerto en la primera detonación. La prenda amortiguó el golpe, lo que impidió la detonación del artefacto explosivo, que rodó bajo una butaca. Siete personas murieron en el acto. Otras trece lo hicieron en las horas siguientes. Las filas 13 y 14 fueron las más afectadas.
Así lo narró uno de los personajes de Aurora roja, la última parte de la trilogía La lucha por la vida, de Pío Baroja, que había asistido casualmente ese día al teatro:

La cosa era terrible; me pareció que había cuarenta o cincuenta muertos. Bajé a las butacas. Aquello era imponente; en el teatro, grande, lleno de luz, se veían los cuerpos rígidos, con la cabeza abierta, llenos de sangre; otros, estaban dando las últimas boqueadas. Había heridos gritando y la mar de señoras desmayadas, y una niña de diez o doce años, muerta. Algunos músicos de la orquesta, vestidos de frac, con la pechera blanca empapada en sangre, ayudaban a trasladar los heridos... era imponente.
Aurora roja, pág. 169

## Consecuencias

### Repercusión
El atentado conmocionó a la ciudad. El público liceístico (y, en general, el de los teatros de la ciudad) tardó a volver a la normalidad y durante años no se utilizaron las butacas que habían ocupado los muertos en el atentado. A la vez, "la bomba del Liceo" (como fue conocida) potenció, y a menudo distorsionó, la imagen clasista del Liceo. El Liceo no volvió a abrir hasta el 18 de enero de 1894 con unos conciertos dirigidos por Antoni Nicolau. Poco después, se representaron por primera vez L'amico Fritz, de Mascagni, y Manon, de Massenet, con Hariclea Darclée como protagonista.

### Captura de sospechosos y juicio
Aunque la policía impidió la salida del público del teatro con el objeto de capturar al ejecutor del atentado, fue en vano. Salvador consiguió escapar del lugar del crimen, y huyó a su pueblo natal, en Teruel. La policía practicó un gran número de detenciones. Entre los arrestados se encontraba un relevante anarquista conocido por su rechazo al uso de la violencia, Josep Llunas i Pujals, director y fundador del semanario La Tramontana. Finalmente, Salvador resultó detenido en Zaragoza. Al verse cercado por la policía trató de suicidarse de un disparo en el vientre, pero erró y solo sufrió una herida leve en la zona de las costillas. El 1 de febrero de 1894 fue encarcelado, incomunicado, en la prisión de la Reina Amalia, en Barcelona.
El juicio comenzó el 11 de abril. Se acusaba a Salvador de 20 asesinatos, 27 asesinatos frustrados y estragos. Durante el juicio declaró lo siguiente:

Mi deseo era destruir la sociedad burguesa, a la cual el anarquismo tiene declarada la guerra abierta; y me propuse atacar la organización actual de la sociedad para implantar el comunismo anárquico. No me propuse matar a unas personas determinadas. Me era indiferente matar a unos o a otros. Mi deseo consistía en sembrar el terror y el espanto.

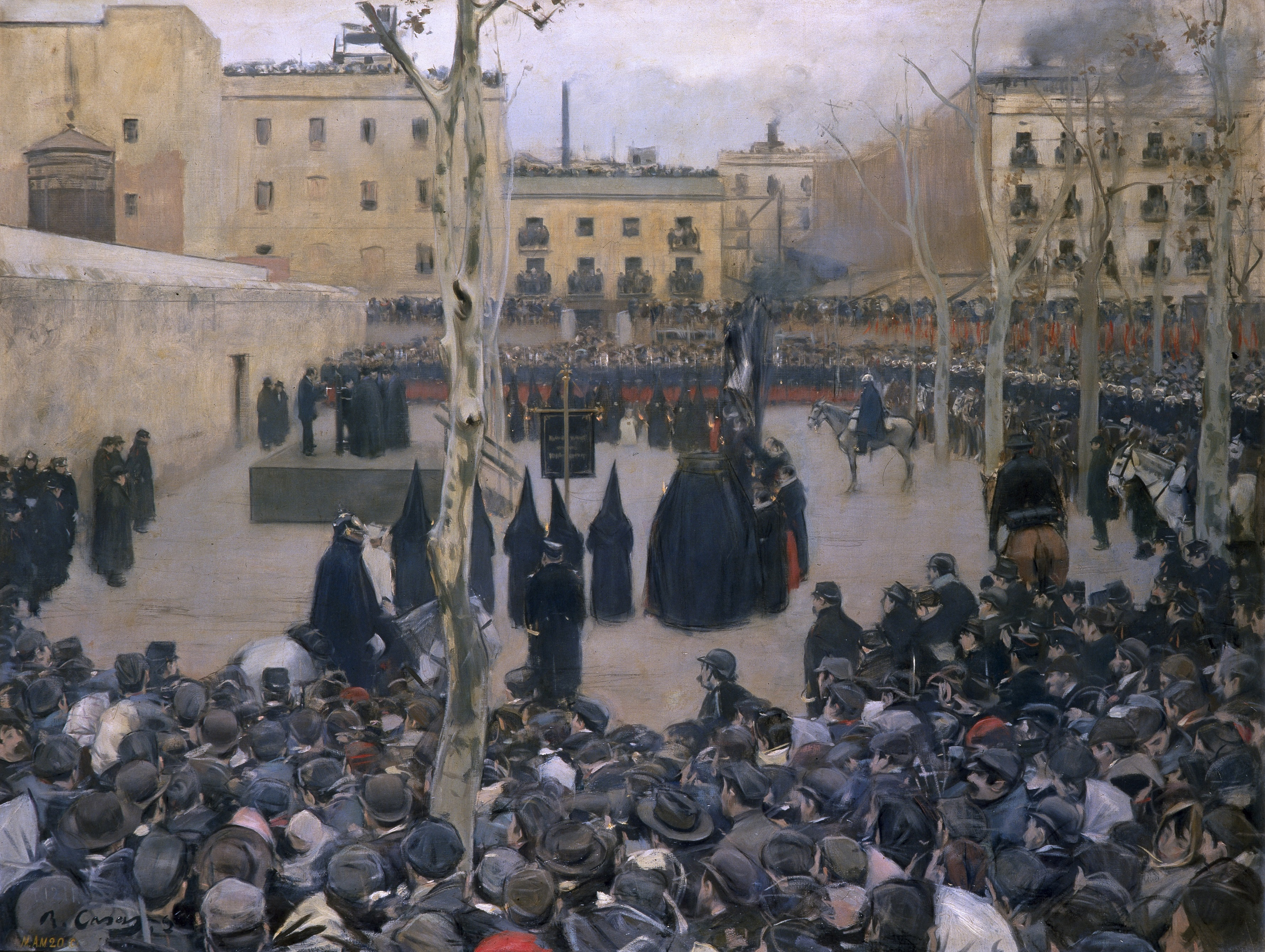
Garrote vil, obra de Ramón Casas.

El 21 de noviembre de 1894 Salvador fue ejecutado a garrote vil en la plaza de los Cordeleros de la prisión de la Reina Amalia (o Prisión Vieja) de Barcelona a manos del verdugo Nicomedes Méndez.

### La bomba no detonada
Durante muchos años se creyó unánimemente que la bomba que no estalló en el atentado era la bomba Orsini conservada en el Museo de Historia de Barcelona, pero en 1990 el periodista Lluís Permanyer dio a conocer la existencia de otra bomba de similares características que también podría haber sido el artefacto que no estalló en el teatro.